# Chris Rock
Christopher "Chris" Julius Rock III (Andrews, 7 de fevereiro de 1965) é um comediante, ator, roteirista, produtor, dublador e cineasta americano, ganhador de quatro prêmios Emmy e três prêmios Grammy, conhecido por criar, escrever e narrar o seriado Todo Mundo Odeia o Chris, baseado em sua vida real.
Após trabalhar como comediante de stand-up e atuar em inúmeros papéis coadjuvantes, Rock ganhou destaque ao atuar em uma série de especiais de comédia aclamados da HBO e ao se tornar membro de elenco do Saturday Night Live no início dos anos 90. Ele passou a aparecer em filmes de maior destaque, com papéis principais em O Céu Pode Esperar (2001), Um Pobretão na Casa Branca (2003), Golpe Baixo (2005), Acho Que Amo Minha Mulher (2007), Gente Grande (2010), Gente Grande 2 (2013) e No Auge da Fama (2014), além de dar voz à zebra Marty na franquia Madagascar, da Dreamworks.
Rock apresentou o Oscar 2005 e o Oscar 2016. Ele foi votado pela Comedy Central como o 5.º melhor humorista de todos os tempos. No Reino Unido, também foi votado como o 9.º melhor humorista dos 100 Maiores Stand-Ups do Channel 4 e novamente em 2010, na lista atualizada, como o 8.º melhor humorista.

## Biografia
Christopher Julius Rock nasceu em Andrews, Carolina do Sul, em 7 de fevereiro de 1965. Pouco depois de seu nascimento, seus pais se mudaram para o bairro de Crown Heights, no Brooklyn, Nova Iorque. Alguns anos depois, eles se mudaram e se estabeleceram em uma área de classe trabalhadora chamada Bedford-Stuyvesant. Sua mãe, Rosalie Tingman, era professora e assistente social para deficientes mentais; seu pai, Julius Rock, era motorista de caminhão e entregador de jornais. Julius morreu em 1988, após complicações de uma cirurgia de úlcera. Os irmãos mais novos de Rock, Tony, Kenny e Jordan, também atuam no ramo de entretenimento. Seu meio-irmão mais velho, Charles, morreu em 2006, depois de uma longa batalha contra o alcoolismo. Rock disse que foi influenciado pelo estilo de atuação de seu avô paterno, Allen Rock, que foi pastor.
A história da família de Rock foi retratada na série African American Lives 2 da PBS em 2008. Um teste de DNA mostrou que ele descende de Camarões, especificamente do povo Udeme, do norte do país. O tataravô de Rock, Julius Caesar Tingman, foi escravo por 21 anos antes de servir na Guerra Civil Americana como parte das United States Colored Troops (USCT). Na década de 1940, o avô paterno de Rock se mudou da Carolina do Sul para Nova Iorque para trabalhar como motorista de taxi e pastor.
Rock frequentou escolas em bairros predominantemente brancos do Brooklyn, onde sofria bullying e apanhava de alunos brancos. Conforme ele cresceu, o assédio piorou, e seus pais o tiraram da James Madison High School. Ele largou o ensino médio, mas obteve um GED (equivalente ao Exame Supletivo) posteriormente. Depois disso, Rock trabalhou em diversos restaurantes de fast food.

## Carreira
Chris Rock fez parte do elenco da famosa série Saturday Night Live, mas foi seu especial da HBO Bring the Pain que o consagrou como comediante em Hollywood. A controvérsia gerada pelo seu Niggas vs. Black People, de 1997, ajudou no seu estrelato.
Além de atuar, Rock teve quatro especiais no canal HBO: Bring the Pain (1996), Chris Rock: Bigger and Blacker (1999), Never Scared (2004) e, mais recentemente, Kill the Messenger (2008). O canal HBO também exibiu seu talk show, The Chris Rock Show. Rock estreou em filmes em 1986.
Seu material geralmente envolve as relações entre as raças nos Estados Unidos, apesar de falar, também, de mulheres. A maioria de sua comédia provém de sua adolescência. Filho de pais superprotetores, foi estudar numa escola de crianças brancas, onde se dizia que a educação era melhor. Rock afirma ter sido preso quatro vezes, uma por atacar um jovem que lhe havia roubado e três vezes por violações de trânsito, incluindo dirigir sem a licença e por "dirigir muito devagar". No outono de 2005, a UPN estreou a série chamada Everybody Hates Chris, exibida pelo canal Sony Entertainment Television.
Em 2006, participou do clipe "Hump de Bump" do álbum Stadium Arcadium, dos Red Hot Chili Peppers. O clipe foi gravado no Brooklyn e dirigido por ele mesmo.

### Como apresentador do Oscar
Em 2005, Rock apresentou o 77.ª edição do Oscar. Tal decisão proveio da necessidade de aproximar a cerimônia dos mais jovens. Alguns estavam preocupados com o humor às vezes rude de Rock, que pudesse manchar a imagem do prêmio. Foi novamente convidado para apresentar a edição do Oscar 2016.

#### Polêmica
No dia 27 de março de 2022, durante a cerimônia do Oscar 2022, Rock levou um tapa na cara de Will Smith por conta de uma piada que o comediante fez durante a apresentação da cerimônia sobre o cabelo raspado da esposa de Smith, Jada Pinkett Smith. Rock comparou Jada a uma personagem vivida por Demi Moore no filme G.I. Jane de 1997, que também tinha a cabeça raspada. Jada foi diagnosticada com alopecia, uma condição autoimune associada à queda de cabelos ou pelos do corpo que atinge tanto homens como mulheres. A atriz e esposa do ator decidiu adotar os cabelos rapados por conta do distúrbio. Will Smith não teria gostado da piada feita pelo comediante e o agrediu ao vivo no evento.

## Vida pessoal

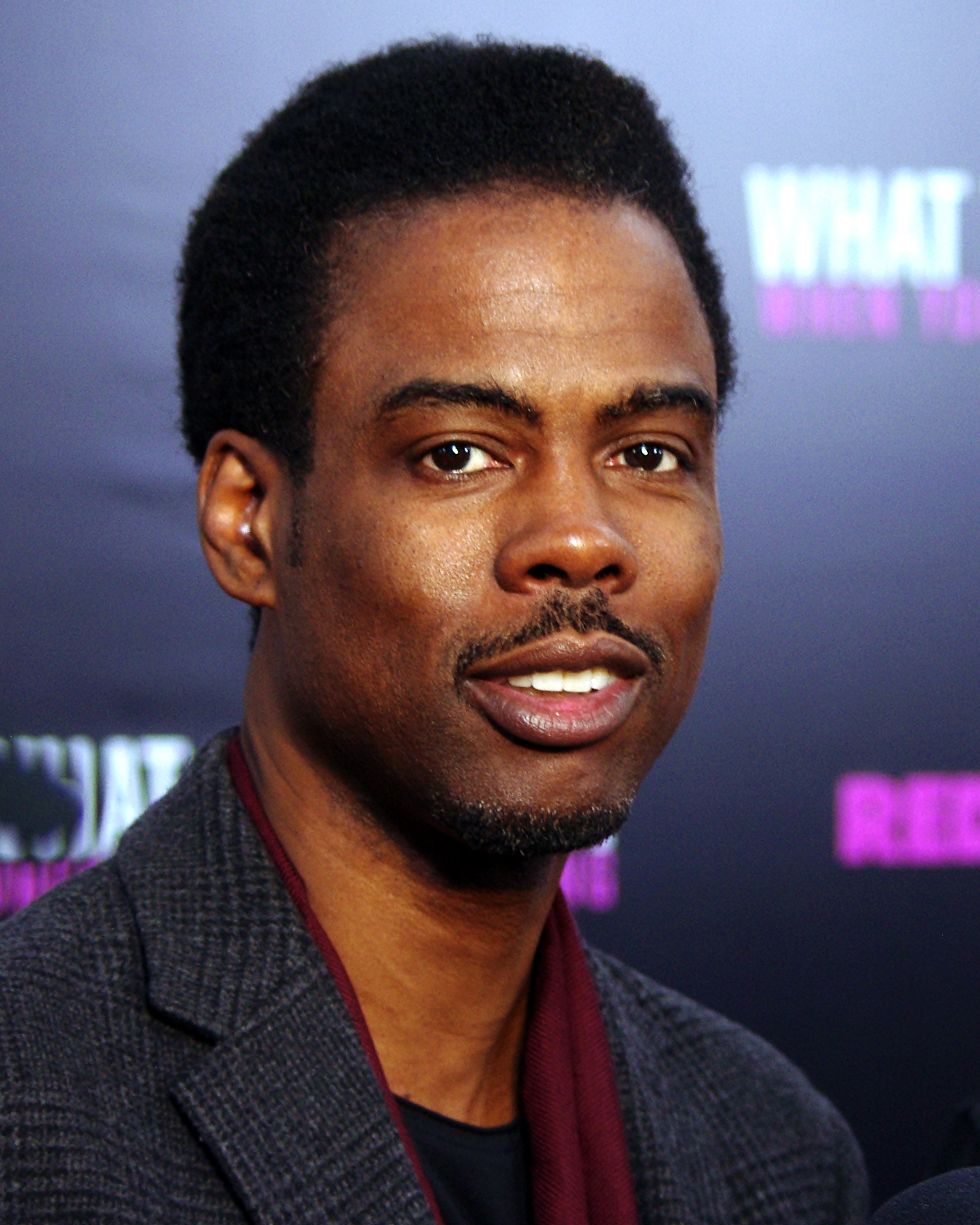
Chris Rock em 2012

Rock se casou com Malaak Compton-Rock em 23 de novembro de 1996. Compton-Rock é a fundadora e diretora-executiva da StyleWorks, sem fins lucrativos, serviço completo de salão de beleza que oferece serviços gratuitos para as mulheres deixando bem-estar e de entrar na força de trabalho. O casal vivia em Alpine, Nova Jérsia com suas duas filhas, Lola Simone (nascida em 2002) e Zahra Savannah (nascida em 2004). Em dezembro de 2014, Rock anunciou que havia pedido o divórcio da Compton-Rock. Rock admitiu a infidelidade no casamento, bem como lutando com um vício em pornografia. O divórcio foi finalizado em 22 de agosto de 2016.
Rock é um crítico declarado do perfil racial e frequentemente fala do "racismo cotidiano" que ele alega experimentar, apesar de ser famoso. Em um episódio de 2013 de Comedians in Cars Getting Coffee com Jerry Seinfeld, Rock e Seinfeld são parados pela polícia por excesso de velocidade enquanto Seinfeld estava dirigindo. No episódio, Rock admite a Seinfeld que "se você não estivesse aqui, eu ficaria com medo. Sim, eu sou famoso, mas ainda sou negro" . Em 2015, o Rock foi parado três vezes nos primeiros três meses do ano. Cada vez que Rock postou uma selfie do incidente, sem mais comentários sobre o motivo das paradas ou se ele recebeu uma citação.
Em 25 de junho de 2019, o The New York Times Magazine listou Chris Rock entre centenas de artistas cujo material teria sido destruído no incêndio de 2008 da Universal.

### Influências
As influências de comédia de Rock são Bill Cosby, Redd Foxx, Dick Gregory, Flip Wilson, Richard Príor, Steve Martin, Pigmeat Markham, Woody Allen, Eddie Murphy, Sam Kinison, George Carlin, Mort Sahl e Rodney Dangerfield.
Os comediantes que reivindicaram Rock como uma influência são Dave Chappelle, Christian Finnegan, George Lopez, Kevin Hart e Trevor Noah.

## Filmografia

### Cinema

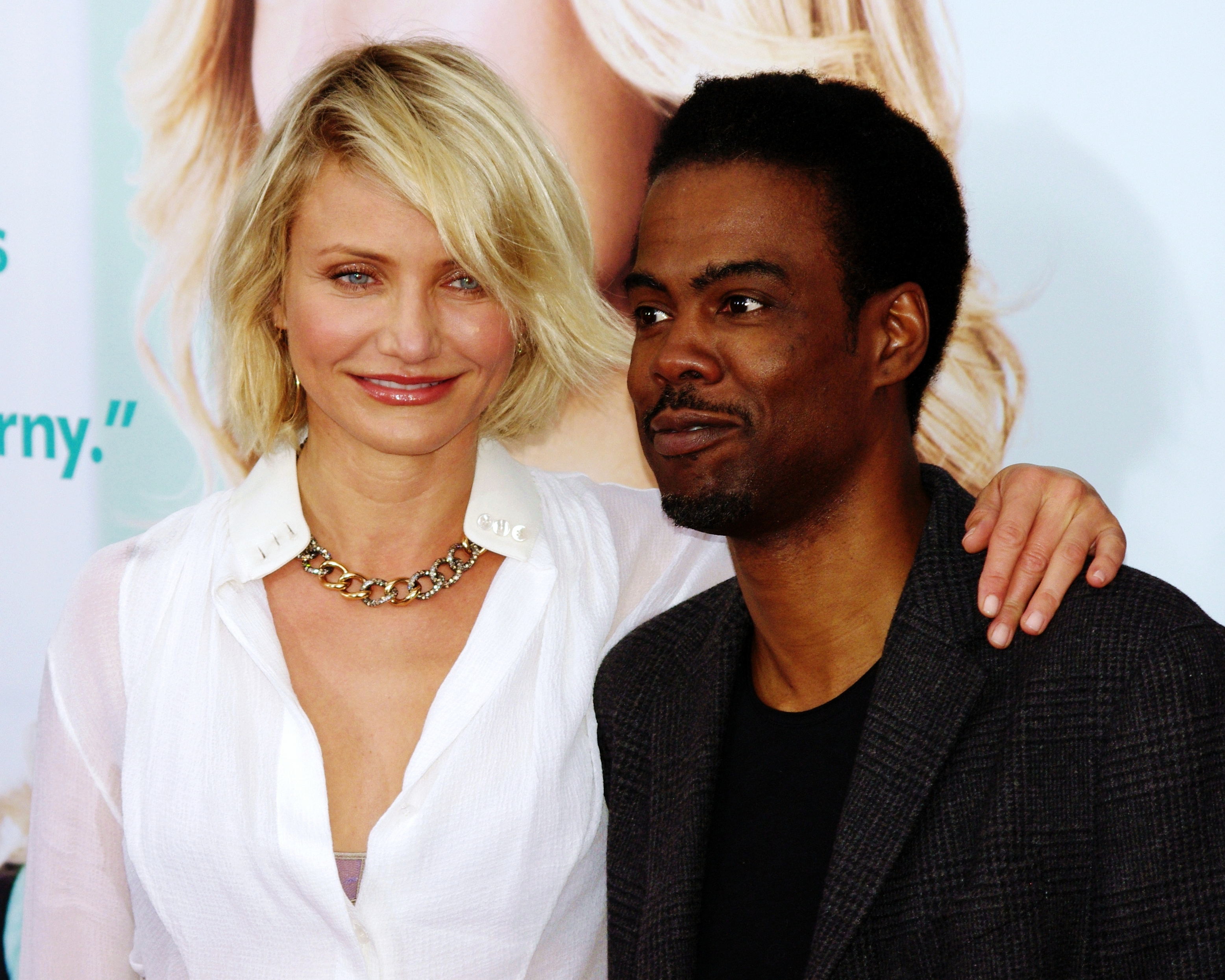
Chris Rock e Cameron Diaz na estreia do filme What to Expect When You're Expecting em Nova Iorque, 2012

| Ano  | Filme                                | Título em português                      | Papel                                            | Obs.                                              |
| ---- | ------------------------------------ | ---------------------------------------- | ------------------------------------------------ | ------------------------------------------------- |
| 1986 | Krush Groove                         |                                          | Pessoa ao lado do telefone durante luta na boate | Não creditado                                     |
| 1987 | Beverly Hills Cop II                 | Um Tira da Pesada II                     | Manobrista da Mansão Playboy                     |                                                   |
| 1988 | Comedy's Dirtiest Dozen              |                                          | Ele mesmo                                        | Filme-concerto lançado diretamente em vídeo       |
| 1988 | I'm Gonna Git You Sucka              |                                          | Cliente do restaurante                           |                                                   |
| 1989 | Who Is Chris Rock?                   |                                          | Ele mesmo                                        | Documentário curta-metragem                       |
| 1991 | New Jack City                        | New Jack City - A Gangue Brutal          | Pookie                                           |                                                   |
| 1992 | Boomerang                            | O Príncipe das Mulheres                  | Bony T                                           |                                                   |
| 1993 | CB4                                  | CB4 - Uma História sem Rap End           | Albert Brown/M.C. Gusto                          |                                                   |
| 1995 | The Immortals                        | Os Imortais                              | Deke Anthony                                     |                                                   |
| 1995 | Panther                              |                                          | Yuck Mouth                                       |                                                   |
| 1996 | Sgt. Bilko                           | O Sargento Trapalhão                     | Primeiro-tenente Oster                           |                                                   |
| 1997 | Beverly Hills Ninja                  | Um Ninja da Pesada                       | Joey Washington                                  |                                                   |
| 1998 | Dr. Dolittle                         |                                          | Rodney, o porquinho-da-índia                     | Voz                                               |
| 1998 | Lethal Weapon 4                      | Máquina Mortífera 4                      | Detetive Lee Butters                             |                                                   |
| 1999 | Torrance Rises                       |                                          | Ele mesmo                                        | Documentário curta-metragem                       |
| 1999 | Dogma                                |                                          | Rufus                                            |                                                   |
| 2000 | Nurse Betty                          | A Enfermeira Betty                       | Wesley                                           |                                                   |
| 2001 | Down to Earth                        | O Céu Pode Esperar                       | Lance Barton                                     | Co-roteirista e produtor executivo                |
| 2001 | AI: Artificial Intelligence          | IA: Inteligência Artificial              | Comediante Mecha                                 | Voz/participação especial                         |
| 2001 | Pootie Tang                          | Pootie Tang - Quase um Super-Homem       | JB/Radio DJ/Pai de Pootie                        | Também produtor                                   |
| 2001 | Osmosis Jones                        |                                          | Osmosis Jones                                    | Voz                                               |
| 2001 | Jay and Silent Bob Strike Back       |                                          | Chaka Luther King                                | Participação especial                             |
| 2002 | Bad Company                          | Em Má Companhia                          | Jake Hayes/Kevin Pope/Michael Turner             |                                                   |
| 2002 | Comedian                             |                                          | Ele mesmo                                        | Documentário                                      |
| 2003 | Pauly Shore Is Dead                  |                                          | Ele mesmo                                        | Participação especial                             |
| 2003 | Head of State                        | Um Pobretão na Casa Branca               | Mays Gilliam                                     | Também dirigiu, produziu e co-escreveu            |
| 2004 | The N-Word                           |                                          | Ele mesmo                                        | Documentário                                      |
| 2004 | Paparazzi                            |                                          | Entregador de Pizza                              | Participação especial                             |
| 2005 | The Aristocrats                      |                                          | Ele mesmo                                        | Documentário                                      |
| 2005 | Madagascar                           |                                          | Marty, a Zebra                                   | Voz                                               |
| 2005 | The Longest Yard                     | Golpe Baixo                              | Farrell Caretaker                                |                                                   |
| 2007 | I Think I Love My Wife               | Acho que Amo Minha Mulher                | Richard Marcus Cooper                            | Também dirigiu e co-escreveu                      |
| 2007 | Bee Movie                            | Bee Movie: A História de uma Abelha      | Zé Picada, o Mosquito                            | Voz                                               |
| 2008 | You Don't Mess with the Zohan        | Zohan - Um Agente Bom de Corte           | Taxista                                          | Participação especial                             |
| 2008 | Madagascar: Escape 2 Africa          |                                          | Marty e outras zebras                            | Voz                                               |
| 2009 | Good Hair                            |                                          | Ele mesmo                                        | Documentário                                      |
| 2010 | Death at a Funeral                   | Morte no Funeral                         | Aaron                                            | Também produziu, remake do filme homônimo de 2007 |
| 2010 | Grown Ups                            | Gente Grande                             | Kurt McKenzie                                    |                                                   |
| 2012 | 2 Days in New York                   |                                          | Mingus                                           |                                                   |
| 2012 | What to Expect When You're Expecting | O Que Esperar Quando Você Está Esperando | Vic                                              |                                                   |
| 2012 | Madagascar 3                         |                                          | Marty                                            | Voz                                               |
| 2013 | Grown Ups 2                          | Gente Grande 2                           | Kurt McKenzie                                    |                                                   |
| 2013 | One Direction: This Is Us            |                                          | Ele mesmo                                        |                                                   |
| 2014 | Top Five                             | No Auge da Fama                          | Andre Allen                                      | Também dirigiu                                    |
| 2015 | A Very Murray Christmas              |                                          | Ele mesmo                                        |                                                   |
| 2017 | Sandy Wexler                         | Sandy Wexler                             | Ele mesmo                                        |                                                   |
| 2018 | Nobody's Fool                        | Uma Irmã Nada Perfeita                   | Lawrence                                         |                                                   |
| 2018 | The Week Of                          | Lá Vem os Pais                           | Kirby Cordice                                    | Filme original Netflix                            |
| 2019 | Dolemite Is My Name                  | Meu Nome é Dolemite!                     | Daddy Fatts                                      | Filme original Netflix                            |
| 2021 | Spiral: From the Book of Saw         | Espiral - O legado de Jogos Mortais      | Det. Ezekiel "Zeke" Banks                        | Também produtor                                   |

### Televisão
| Ano     | Título                            | Papel                                        | Obs.                                       |
| ------- | --------------------------------- | -------------------------------------------- | ------------------------------------------ |
| 1987    | Uptown Comedy Express             | Ele mesmo                                    | Especial da HBO                            |
| 1987    | Miami Vice                        | Carson                                       | Episódio: "Missing Hours"                  |
| 1990-93 | Saturday Night Live               | Diversos                                     | Membro do elenco                           |
| 1993–94 | In Living Color                   | Diversos                                     | Recorrente                                 |
| 1994    | Big Ass Jokes                     | Ele mesmo                                    | Especial da HBO                            |
| 1995    | The Fresh Prince of Bel-Air       | Maurice Perry/Jasmine Perry                  | Episódio: "Get a Job"                      |
| 1996–98 | The Moxy Show                     | Flea                                         | Voz (não creditado)                        |
| 1996    | Martin                            | Valentino                                    | Episode: "The Love Jones Connection"       |
| 1996    | Homicide: Life on the Street      | Carver                                       | Episódio: "Requiem for Adena"              |
| 1996    | Bring the Pain                    | Ele mesmo                                    | Especial da HBO                            |
| 1996    | Politically Incorrect             | Ele mesmo                                    | Correspondente                             |
| 1997    | MTV Music Video Awards            | Ele mesmo                                    | Apresentador                               |
| 1997–00 | The Chris Rock Show               | Ele mesmo                                    | Membro do elenco, roteirista               |
| 1998    | King of the Hill                  | Roger "Booda" Sack                           | Episódio: "Traffic Jam"                    |
| 1999    | MTV Music Video Awards            | Ele mesmo                                    | Apresentador                               |
| 2000    | Bigger e Blacker                  | Ele mesmo                                    | Especial da HBO                            |
| 2003    | MTV Music Video Awards            | Ele mesmo                                    | Especial da HBO                            |
| 2004    | ChalkZone                         | Boris the Burger                             | Episódio: "If You Can't Beat 'Em, Eat 'Em" |
| 2004    | Never Scared                      | Ele mesmo                                    | Especial da HBO                            |
| 2005    | 77th Academy Awards               | Ele mesmo                                    | Apresentador                               |
| 2005–09 | Everybody Hates Chris             | Narrador (Chris - adulto)                    | Também criador da série                    |
| 2005–09 | Everybody Hates Chris             | Sr. Abbott (O Orientador Acadêmico do Chris) | Episódio: "Todo Mundo Odeia o Orientador"  |
| 2008    | Kill the Messenger                | Ele mesmo                                    | Especial da HBO                            |
| 2011    | Louie                             | Ele mesmo                                    | 1 episódio                                 |
| 2012    | Totally Biased with W. Kamau Bell |                                              | Produtor executivo                         |
| 2012    | Tosh.0                            | Ele mesmo                                    | 1 episódio                                 |
| 2013    | Programa de Talentos              | Ele mesmo                                    | Episódio: A Pecuária                       |
| 2014    | Saturday Night Live               | Ele mesmo                                    |                                            |
| 2015    | Empire                            | Frank Gathers                                | Episódio: "The Devils Are Here"            |
| 2018    | Kevin Can Wait                    | Dennis                                       | Episódio: "A Band Done"                    |

### Internet
| Ano  | Título              | Papel             | Obs.                                              |
| ---- | ------------------- | ----------------- | ------------------------------------------------- |
| 2012 | The Annoying Orange | Marty             | Episódio: "Big Top Orange"; Participação especial |
| 2012 | Rap Blad Parody     | Tremendous Repeat | Episódio: 4                                       |
| 2019 | Old Town Road       | Ele mesmo         |                                                   |

## Discografia
| Ano  | Álbum             | Posições | Posições |
| Ano  | Álbum             | U.S.     | U.S. R&B |
| ---- | ----------------- | -------- | -------- |
| 1991 | Born Suspect      | –        | –        |
| 1997 | Roll with the New | 93       | 41       |
| 1999 | Bigger e Blacker  | 44       | 26       |
| 2005 | Never Scared      | –        | –        |

## Teatro
- The Motherfucker with the Hat, de Stephen Adly Guirgis (2011)